# Diastylis rugosa
Diastylis rugosa is een zeekomma uit de familie Diastylidae. De wetenschappelijke naam van de soort werd in 1865 gepubliceerd door Georg Ossian Sars.

## Kenmerken
Deze soort is een zeekomma met typische kommavorm, die tot 9 mm lang wordt. Het vrouwtje draagt drie tot vijf min of meer duidelijke plooien op de carapax met een uitgesproken tand aan beide zijden van de frontale lob, en een kleinere meer naar achteren. Het mannetje heeft slechts twee plooien en bovendien een ongetande longitudinale boord ongeveer parallel met de onderkant. De ogen zijn goed ontwikkeld. De postero-laterale hoeken van het vijfde pereoniet zijn weinig afgerond bij het vrouwtje, en in een punt uitlopend bij mannetjes. De basis van de eerste pereopode is korter dan de overige segmenten samen en carpus, propodus en dactylus zijn ongeveer van gelijke lengte. Het mannetje draagt, zoals de meeste soorten van de familie Diastylidae, twee paar kleine pleopoden (zwempootjes). Het telson is bij vrouwtjes iets korter dan de steeltjes van de uropoden en het distale deel is langer dan het proximale. Op het vernauwd postanaal deel staan meerdere paren laterale en één paar terminale stekels.

## Ecologie
Ze komt voor in gemengde slibbig-zandige substraten, vanaf de laagwaterlijn tot op een diepte van 90 m. De meerderheid van de zeekommasoorten in de gematigde ondiepe wateren leven waarschijnlijk slechts een jaar of minder en planten zich tweemaal per jaar voort. Ze voeden zich met micro-organismen en organisch materiaal uit bodemafzettingen.
D. rugosa is een boreaal-mediterrane soort die voorkomt van Noorwegen tot de Golf van Biskaje en de Middellandse Zee.